# Национална олимпиада по астрономия
Националната олимпиада по астрономия е ученическо състезание, провеждано в България. Това е една от малкото олимпиади, която се провежда върху предмет, който не се изучава или е слабо застъпен в учебните програми.
Идеята за организиране на олимпиадата възниква през 1996 г. Организира се от Министерство на образованието и науката, Софийския университет „Св. Климент Охридски“, Института по астрономия на БАН и Народните астрономически обсерватории и планетариуми в България. Съставители на задачите са Ева Божурова от варненската обсерватория „Николай Коперник“, Захари Дончев от Института по астрономия на БАН.
Първата олимпиада се провежда през учебната 1997/98, като оттогава се провежда в три кръга – първи – задочен, втори – областен, и трети – национален. Най-добре представилите се участници спечелват място в разширения състав на националния отбор по астрономия. Отборът на България за международната олимпиада по астрономия се определя на базата на разширения състав, след допълнителен подборен кръг.
Резултатите на лауреатите от олимпиадата се признават като оценки от приемен изпит в елитните български университети.